# Conflicto del valle de Preševo
El conflicto del valle de Preševo fue un conflicto armado entre el gobierno de la República Federal de Yugoslavia y los separatistas de etnia albanesa agrupados en el insurgente Ejército de Liberación de Preševo, Medveđa y Bujanovac desarrollado desde el 12 de junio de 1999 hasta el 1 de junio de 2001, el conflicto se saldó con la firma del Acuerdo de Konculj y la victoria del gobierno yugoslavo. Formó parte del conflicto más amplio conocido como las guerras yugoslavas.

## Antecedentes
Tras el final de la guerra de Kosovo de 1999 hubo una zona de tres millas llamada "Ground Safety Zone" (GSZ) fue establecida entre Kosovo (gobernado por las Naciones Unidas) y el interior de Yugoslavia (en la actualidad Serbia). Las unidades del ejército yugoslavo no tuvieron acceso a la zona, solamente la policía ligeramente armada. La zona de exclusión incluyó predominantemente el pueblo albanés de Dobrosin, pero no Presevo.

## Conflicto
En 2001, como una continuación a la crisis de Kosovo, se produjeron los choques entre las fuerzas de seguridad yugoslavas y los guerrilleros albaneses vinculados al Ejército de Liberación de Kosovo (KLA). El objetivo del movimiento era tomar el pleno control de Presevo y Bujanovac (y Medveđa fuera del valle pero en la misma campaña) y dominarlos hasta que las tierras adyacentes, Kosovo y Macedonia Occidental, también estuvieran bajo el control albanés. Esto debería haber permitido la gradual apertura de las fronteras, careciendo éste esfuerzo de la atención de los medios de comunicación internacionales.